# حلبة سباق

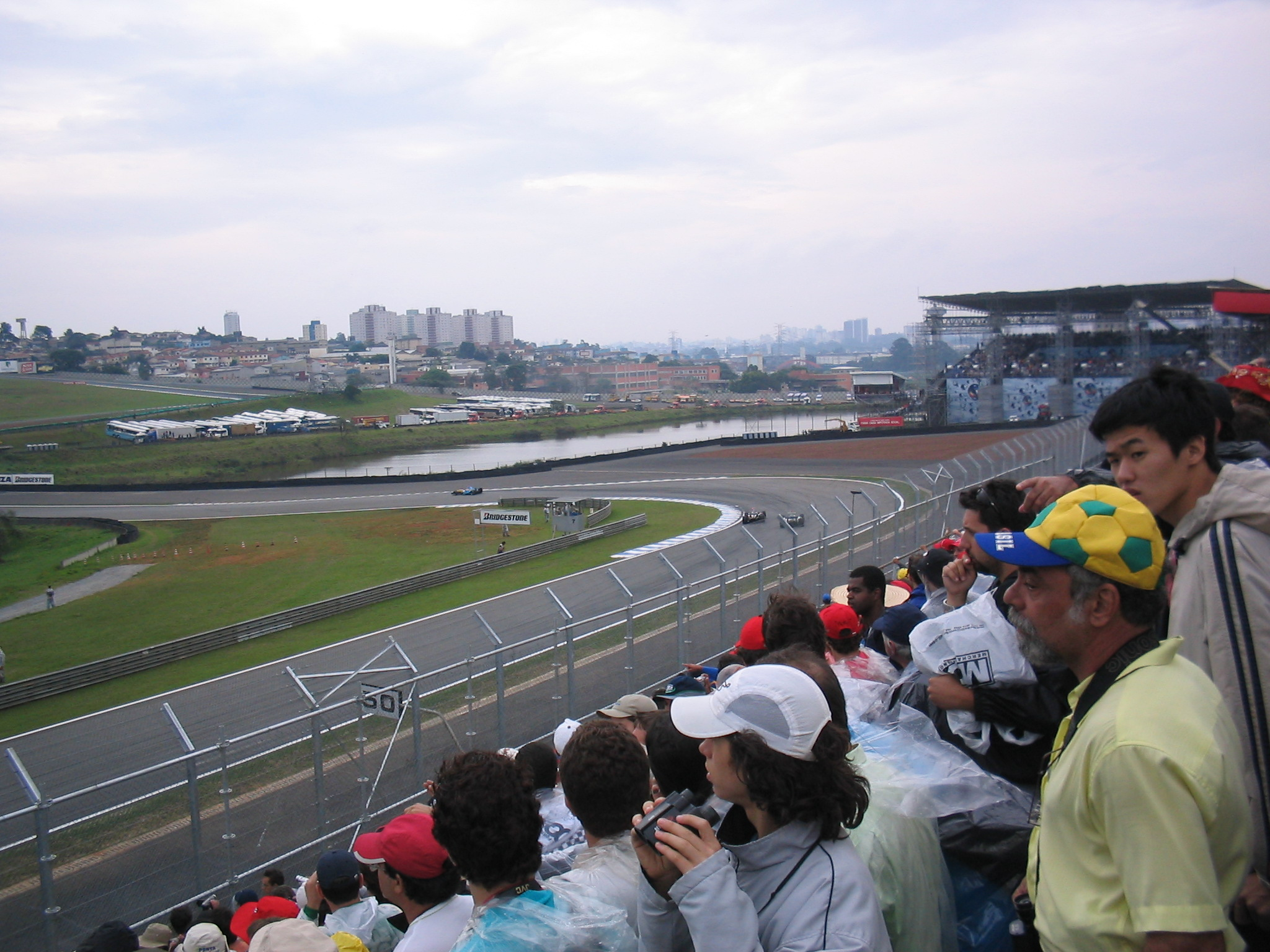
حلبة جوزيه كارلوس بيس للسيارات

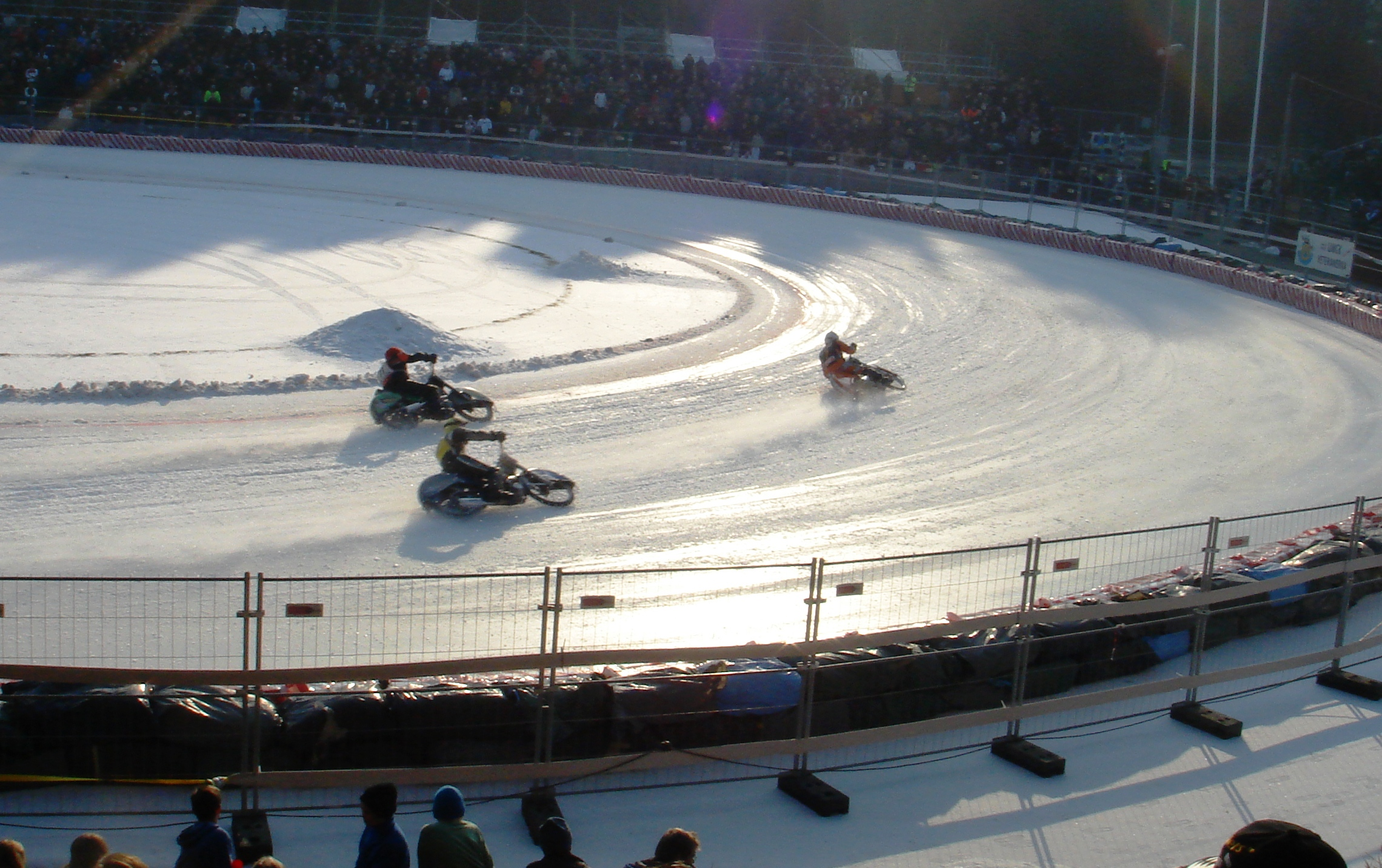
سباق دراجات نارية على الجليد.

حلبة السباق أو مِضْمار السباق هي منشأة بنيت لسباق المركبات أو لسباقات الرياضيين أو الحيوانات (مثل سباق الخيل أو سباق الكلاب السلوقية). حلبة السباق يمكن أن تحتوي على مدرجات. حلبات السباق التي بنيت للدراجات تسمى مضمار الدراجات.

## الرياضة
تستخدم حلبات السباقات لرياضات متعددة مثل :

### رياضة الحيوانات
- سباق الخيل
- سباق الكلاب السلوقية
- سباق هجن

### رياضة البشر
- زلاجة جماعية
- سباق الزلاجات الصدرية
- ركوب الدراجات
- تزلج سريع
- سباقات المضمار والميدان

### رياضة لمحركات
- سباق سيارات
- سباق الدراجات النارية
- كارتينغ

## الأسطح
تتنوع أسطح حلبات السباق ويمكن أن يكون السطح من المواد التالية:
- خرسانة
- أسفلت
- حشيش
- رمل
- خشب
- سجاد[2][3]
- عشب صناعي[4][5]